# Elaeagnus schlechtendalii
Elaeagnus schlechtendalii är en havtornsväxtart som beskrevs av Servettaz. Elaeagnus schlechtendalii ingår i släktet silverbuskar, och familjen havtornsväxter. Inga underarter finns listade i Catalogue of Life.